# En Saga
En Saga (schwedisch, deutsch „Ein Märchen“) ist eine Sinfonische Dichtung des finnlandschwedischen Komponisten Jean Sibelius (1865–1957). Das die Opuszahl 9 tragende Werk entstand 1892, wurde später jedoch stark revidiert und zählt heute zu Sibelius’ bekanntesten Kompositionen.

## Entstehung, Uraufführung und Rezeption
Sibelius komponierte En Saga 1892, unmittelbar nach der Hochzeitsreise mit seiner Frau Aino, die nach Karelien, der Ursprungsregion des finnischen Nationalepos Kalevala, geführt hatte. Robert Kajanus hatte Sibelius angeregt, nach der umfangreichen, Hörer wie Ausführende stark beanspruchenden chorsinfonischen Komposition Kullervo ein kürzeres Orchesterwerk zu schreiben. Anders als Kullervo, das sich direkt auf das Kalevala-Epos bezieht, folgt En Saga jedoch keinem vorgegebenen Programm. Sibelius äußerte 1913 dazu: „Sagas Musik gibt Stimmungen wieder und, warum nicht, verschiedene Phasen in einer Sage, zu welchen jeder Zuhörer einen ‚Inhalt‘ dichten kann.“ Es gibt Hinweise, dass Teile einer 1891 in Wien begonnenen, ursprünglich Ballettszene Nr. 2 betitelten Komposition dort Eingang gefunden haben, und das Werk zunächst als Septett für Flöte, Klarinette und Streicher konzipiert war.
Das Werk wurde in Helsinki unter Leitung des Komponisten am 16. Februar 1893 uraufgeführt. Da es bei Publikum und Kritik auf wenig Verständnis stieß, entschloss sich Sibelius 9 Jahre später zu einer grundlegenden Revision, bei der die Struktur des Werks konzentriert (u. a. entfiel ein umfangreicher Mittelteil, wodurch sich die Länge von 952 auf 810 Takte reduzierte) und die Instrumentation überarbeitet wurde. In dieser Form wurde En Saga am 2. November 1902 unter Leitung von Robert Kajanus erneut in Helsinki aufgeführt; Sibelius selbst dirigierte es wenig später in Berlin mit den Berliner Philharmonikern. In der Folge nahmen Dirigenten wie Henry Wood oder Arturo Toscanini En Saga in ihr Repertoire auf, das bis heute zu Sibelius’ meistgespielten Werken zählt.
Neben den beiden Fassungen von En Saga, die bei Breitkopf & Härtel erschienen, existiert auch eine von Sibelius erstellte Version für Klavier. 2003 wurde ein Rekonstruktionsversuch der mutmaßlichen Septett-Urfassung von Gregory Barrett uraufgeführt.

## Instrumentation und Aufbau
Die Partitur sieht folgende Besetzung vor: 2 Querflöten, 2 Oboen, 2 Klarinetten, 2 Fagotte, 4 Hörner, 3 Trompeten, 3 Posaunen, Tuba, Schlagwerk und Streicher.
En Saga folgt der Sonatenform. Aus dem 1. Thema werden zwei weitere, jedoch verwandte Themen abgeleitet, aus denen dann die Durchführung entwickelt wird. Eine gegenüber der Exposition deutlich veränderte und verkürzte Reprise beschließt das Werk. En Saga beginnt in a-Moll und endet in es-Moll.
Die Aufführungsdauer beträgt etwa 17 bis 18 Minuten.